# بخش کرالنه
بخش کرالنه (به لاتین: Kralanh District) یک منطقهٔ مسکونی در کامبوج است که در استان سیم ریپ واقع شده‌است.